# توم بولتون
توم بولتون (بالإنجليزية: Charles Thomas Bolton)‏ هو عالم فلك أمريكي، ولد في 18 أبريل 1943.